# Markus Bichler
Markus Bichler (* 23. Jänner 1979 in Wörgl, Tirol) ist ein österreichischer Sportschütze. Er ist Oberschützenmeister (Obmann) der Schützengilde Angerberg. Zudem ist er Trainer von Armbrust Europa- und Weltmeisterin Franziska Peer.

## Werdegang
Markus hat mit dem Schießsport im Alter von 10 Jahren begonnen. Unterstützt von seinen Eltern konnte er bereits in der Juniorenklasse nahezu alle Disziplinen auf Landesebene für sich entscheiden.
1998 wurde er zum Militär eingezogen und beschloss dort im Anschluss eine Ausbildung zum Unteroffizier zu absolvieren. 1999 konnte er sich zum ersten Mal für eine Weltmeisterschaft qualifizieren und konnte mit der Mannschaft in der Kategorie Armbrust 30 m direkt den Weltmeisterschaftstitel erringen. Noch im selben Jahr wurde er in den Bundesheer Nationalkader aufgenommen.
Es folgte im Jahr 2000 die Titelverteidigung, sowie ein weiterer Weltmeistertitel 2005 in der Kategorie Schnellfeuer, ebenfalls mit der Mannschaft. Bis zum heutigen Tag erzielte Bichler zahlreiche weitere Topplatzierung auf internationaler Ebene. Er ist zudem Oberschützenmeister der Schützengilde Angerberg.
2004 lernte er seine heutige Frau kennen, die er im September 2007 heiratete. Das Paar hat zwei Töchter, Lara (* 2005) und Selina (* 2008).
Seit dem Jahr 2007 ist er Trainer von Armbrust Europa- und Weltmeisterin Franziska Peer.

## Erfolge

### Größte sportliche Erfolge
- 2010 - 2. Platz Weltmeisterschaft Armbrust 30 m Mannschaft (Fontainebleau)
- 2007 - 3. Platz Militärweltspiele, 3 × 20 Präzision Mannschaft (Hyderabad)
- 2007 - 3. Platz Militärweltspiele, Schnellfeuer Mannschaft (Hyderabad)
- 2006 - 3. Platz Weltmeisterschaft Armbrust 10 m Mannschaft (Steyr)
- 2006 - 2. Platz Weltmeisterschaft Armbrust 30 m Mannschaft (Steyr)
- 2005 - 1. Platz Weltmeisterschaft Schnellfeuer Mannschaft / (Thun)
- 2000 - 3. Platz Europameisterschaft Armbrust 10 m Mannschaft / (Wil SG)
- 2000 - 1. Platz Europameisterschaft Armbrust 30 m Mannschaft / (Wil SG)
- 1999 - 1. Platz Weltmeisterschaft Armbrust 30 m Mannschaft / (St. Veit)
- Vielfache 1. Plätze bei Staatsmeisterschaften und Int. Wettkämpfen

## Rekorde

### Persönliche Rekorde

#### Armbrust
- 2005 - 294 Ringe (30 Schuss) Armbrust kniend / Staatsmeisterschaft
- 2005 - 296 Ringe (30 Schuss) Armbrust stehend / Tiroler Meisterschaft
- 2005 - 588 Ringe Armbrust 30 m Kombination / Tiroler Meisterschaft
- 2005 - 591 Ringe (60 Schuss) Armbrust 10 m / Staatsmeisterschaft

#### Kleinkaliber
- 2008 - 379 Ringe Kleinkaliber 100 m stehend / Staatsmeisterschaft
- 1998 - 589 Ringe Kleinkaliber 60 liegend / Int. Wettkampf
- 1997 - 1138 Ringe Kleinkaliber 3 × 40 / Staatsmeisterschaft

#### Großkaliber
- 2005 - 582 Ringe Großkaliber 3 × 20 Standardgewehr / Staatsmeisterschaft
- 2005 - 562 Ringe Großkaliber 3 × 20 Schnellfeuer / Weltmeisterschaft

#### Luftgewehr
- 2007 - 397 Ringe Luftgewehr / Landeswettkampf

### Weltrekorde
- 2005 - 1691 Ringe Großkaliber 3 × 20 Schnellfeuer / Weltmeisterschaft
- 2000 - 2363 Ringe Armbrust 30 m Kombination  / Europameisterschaft
- 1999 - 1741 Ringe Armbrust 30 m Kombination  / Weltmeisterschaft

### Europarekorde
- 2003 - 1731 Ringe Armbrust 30 m Kombination / Europacup
- 2003 - 1741 Ringe Armbrust 10 m 60 Schuss / Europacup
- 2001 - 2269 Ringe Armbrust 30 m Kombination  / Europacup
- 2000 - 2363 Ringe Armbrust 30 m Kombination  / Europameisterschaft
- 1999 - 1741 Ringe Armbrust 30 m Kombination  / Weltmeisterschaft

### Österreichischer Rekord
- 2005 - 294 Ringe (30 Schuss) Armbrust kniend / Staatsmeisterschaft
- 2003 - 1731 Ringe Armbrust 30 m Kombination / Europacup

## Auszeichnungen
- 2012 Goldene Verdienstmedaille – Tiroler Landesschützenbund
- 2011 Silbernes Ehrenzeichen für Verdienste um die Republik Österreich
- 2011 Goldene Verdienstmedaille – Bezirksschützenbund Kufstein
- 2010 Silberne Verdienstmedaille – Tiroler Landesschützenbund
- 2009 Goldenes Meisterschützeabzeichen – Österreichischer Schützenbund
- 2009 Goldenes Ehrenzeichen – Allgemeiner Sportverband Österreich
- 2008 Goldene Ehrennadel – Gemeinde Angerberg
- 2008 CISM Sports of Merit – Silver Star
- 2003 Sportoskar – Stadt Wörgl
- 2002 Silberne Verdienstmedaille – Bezirksschützenbund Kufstein
- 2001 Sportehrenzeichen in Gold – Österreichischer Schützenbund
- 2001 Tiroler Sportehrennadel in Gold mit Brillant – Land Tirol